# Fiasítás (méhészet)

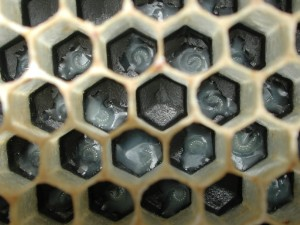
Frissen kelt álcák méhpempővel

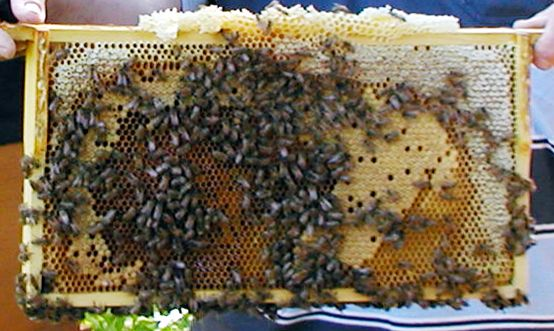
Keret a fészekből. Fent a mézkoszorú gesztenyeméz június végi gyűjtésből. Megfigyelhető a különbség a fedett mézes (fehér) és fiasításos (sárga) között

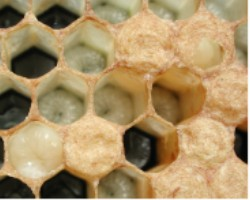
Idősebb álcák nyitott sejtekben. A bal alsó éppen bábozódni készül. Jobbra fent egy sejt részlegesen fedve

A házi méh fiasítása a fészek viaszsejtjeiben fejlődő egyedek (peték, álcák, bábok) összefoglaló neve. Az álca  méhésznyelven a házi méh lárváját jelenti. Fészeknek nevezik a házi méh lakásának azokat a lépjeit, ahol főként fiasítás található. Korcsoportjai a nyitott és a fedett fiasítás. A nyitott fiasítás petét vagy álcát, a fedett fiasítás bábot jelent.
Az anyaméhnél azt a folyamatot nevezik így, amikor a petézést megkezdi, a szaporodást megindítja. 

## Bővebb leírás
A fészek lépjein rendszerint mézkoszorú van, tehát a keret felső részét méz, virágpor, nektár foglalja el. A virágpor a méz fölött helyezkedik el. A keret többi sejtje vagy üres, vagy petét, álcát, vagy bábot tartalmaz. A fészek rendszerint gömb alakú, ami minimális felszínével segíti a fészek melegen tartását (35 ± 1 °C). Hideg időben a család betakarja és fűti. A kimaradt fiasításos sejtek megfáznak, és a bennük fejlődő méh elpusztul. A család a mézteret ösztönösen a fészek fölött alakítja ki, mivel a felszálló meleg levegő segíti a nektár besűrítését.
Évszaktól függően kezdődik meg, terjed ki, szűkül össze vagy marad abba. Az olasz méhanyák nagyon korán kezdik, és nagyon későn, hirtelen hagyják abba. A legnagyobb kiterjedés a család fajtájától is függ. A magyar méhészet akácközpontú, így a fiasítás mérete is ennek megfelelően alakul. Szezonban a fiasítás helyére kerülhet raktározandó táplálék, vagy az új nemzedék. A méhek úgy használják fel a sejteket, hogy az a legjobban növelje a család túlélési esélyeit.
Kiindulópontja a telelőfürt utolsó helyének központja a készletek közelében.
Az anya rendszerint körkörösen vagy spirál alakban petézi be a lépet. Fő szezonban naponta akár egy teljes lépet is bepetéz, így egy kereten a fiasítás nagyjából azonos korú. Ritkán kalandozik el; rendszerint visszafordul a fészek és a méztér határán. Az elkalandozás oka lehet az, hogy a fészek kicsi, vagy teletömték mézzel, vagy pedig a fészek alakja nem megfelelő. Többnyire terjeszkedéskor fordul elő, összehúzódáskor már ritkább.
A dajkák a pete kikelésétől kezdve etetik az álcát. Az első három napon minden álca méhpempőt kap. Ezután csak az anyaálcák kapnak méhpempőt, a többiek virágport és nektárt, vagy hígított mézet kapnak. Az anyabölcsőket a következő hat napban méhpempővel töltik meg. Ez felgyorsítja az anyának kiválasztott álca növekedését. Csak az ő petefészke lesz működőképes. A herék megtermékenyítetlen petékből lesznek, és nagyobb sejtekben fejlődnek, mint a dolgozók. A herefiasítás rendszerint a fészek szélén helyezkedik el, ahol a hőmérséklet is alacsonyabb.
Az álcák spirál alakban eszik a méhpempőt. Amíg tudnak hosszban nőni, addig nőnek, az azt követő napon híznak. Ezután a sejt hosszában kinyújtóznak, majd hamarosan befejezik a táplálkozást, és megszövik bábingüket. Ezután nővéreik befedik a sejteket, amit majd a kikelő kifejlett méh fog kirágással felnyitni. Ezt nevezik fedett fiasításnak.
A beporzáshoz használt családokat rendszerint a fiasítás által elfoglalt keretszámmal mérik.
| Kaszt   | Pete    | Álca     | Fedés napja | Báb       | Kikelés   | Nemi érettség |
| ------- | ------- | -------- | ----------- | --------- | --------- | ------------- |
| Anya    | 3 napig | 5½ napig | 7½.nap      | 8 napig   | 16. napon | ~23. nap      |
| Dolgozó | 3 napig | 6 napig  | 9. nap      | 12 napig  | 21. nap   | N/A           |
| Here    | 3 napig | 6½ napig | 10. nap     | 14½ napig | 24. nap   | ~38. nap      |

Gyakran anyaráccsal választják el a fészket és a mézteret a könnyebb mézelvétel érdekében. Ezen a dolgozók át tudnak menni, a herék és a család utánpótlásáról gondoskodó anya nem. Még a család által nevelt párzatlan anyák is átférnek rajta. Így ha  kevés a hely a fészekben, akkor az anyarács nem véd meg a rajzástól. A magyar bioméhészet tiltja az anyarács használatát, pedig azáltal, hogy a fészek nem keveredik a méztérrel, a fiasítás teljes egészében megmenekül a kipörgetéstől, ami sérülést, vagy akár halált is okozhat. Az anyarács mellett más módszerekkel is korlátozható a fiasítás. Ha nagy a hordás, akkor maguk a gyűjtőméhek megnehezíthetik ezt a feladatot, mivel  igyekeznek lerakni terhüket, nem mennek át a méztérbe, és inkább a fészekbe gyűjtenek. Ennek megoldására rakodókaptárakban javasolják, hogy fent, a méztérben legyen nyitva a röpnyílás.
A fiasítás fő betegségei:
- megfázás
- költésmeszesedés
- költéskövesedés
- nyúlós költésrothadás
- enyhe költésrothadás
- tömlős költésrothadás
- fiasítássavanyodás
- ázsiai méhatka

## Fordítás
- Ez a szócikk részben vagy egészben  a   Brood (honey bee) című angol Wikipédia-szócikk ezen változatának fordításán alapul.  Az eredeti cikk szerkesztőit annak laptörténete sorolja fel. Ez a jelzés csupán a megfogalmazás eredetét és a szerzői jogokat jelzi, nem szolgál a cikkben szereplő információk forrásmegjelöléseként.
- Ez a szócikk részben vagy egészben  a   Brutraum című német Wikipédia-szócikk ezen változatának fordításán alapul.  Az eredeti cikk szerkesztőit annak laptörténete sorolja fel. Ez a jelzés csupán a megfogalmazás eredetét és a szerzői jogokat jelzi, nem szolgál a cikkben szereplő információk forrásmegjelöléseként.